# El Sunyer (Centelles)
El Sunyer és un mas del municipi de Centelles, situat al Pla de la Garga, a l'extrem meridional del terme municipal, a ponent del Cerdà de la Garga.
El mas és un conjunt tancat format per l'edifici principal i sis edificacions annexes al voltant d'un pati. L'edifici principal és de planta rectangular, planta baixa i dos pisos. La coberta és de dos vessants, recoberta amb teula aràbiga. A la façana de llevant hi ha uns carreus amb la data de 1716 i 1743, possible data de construcció i ampliació del mas. Aquest mateix element arquitectònic i la tipologia del mas, fa indicar que es tractaria d'un mas amb origen el segle xviii. La masia patí una forta reforma durant el segle xix. Actualment és d'ús residencial i està catalogada com a bé cultural d'interès local.